# 矢田部黒麻呂
矢田部 黒麻呂（やたべ の くろまろ、生没年不詳）は、奈良時代の人物。武蔵国入間郡の農民。

## 出自
矢田部氏は本来仁徳天皇の皇后（継室）、八田皇女の名代から発展したもので、姓は当初は造、のち連。『日本書紀』崇神天皇60年7月に「矢田部造遠祖武諸隅」とあり、『先代旧事本紀』「天孫本紀」には饒速日命の8世の孫物部武諸隅の孫の大別連公が仁徳天皇の時代に氏造になり、矢田部連公の姓を賜ったという所伝がある。『書紀』には推古天皇22年（614年）6月に矢田部造（『旧事紀』では矢田部御嬬連公）という人物が犬上御田鍬とともに大唐（隋）に派遣されており、この一族は天武天皇12年（683年）に連と改姓している。
『新撰姓氏録』「左京神別」によると、「矢田部連」は「伊香我色乎命之後也」とある。
これとは別に無姓の矢田部氏は東国を中心として各地に分布している。

## 経歴・人物
『続日本紀』の語るところによると、黒麻呂は父母につかえて孝であり、生きている時は色養（孝養）をなし、死んだ後は哀毀（かなしみ痩せること）を極めた。斎食（さいじき、服喪の間の食事は午後は抜く）を16年続け、終始かかさなかった。そこで宝亀3年（772年）11月、天皇はその雑徭を免じて孝行を顕彰した、とある。。これは賦役令17の「孝子順孫条」によるものである。
礼記の定める斎食は3年間であり、喪葬令17「服紀条」には「服喪の期間は、君（天皇・太上天皇）・父母・及び、夫、本主（帳内・資人が仕える主人）のために１年」ともあるため、黒麻呂は長期にわたり斎食を続けたことが分かる。